# Billy Bond y La Pesada del Rock and Roll (álbum)
Billy Bond y La Pesada del Rock and Roll, também conhecido como Volume 1, é o primeiro álbum de estudo da banda de rock argentina Billy Bond y La Pesada del Rock and Roll, lançado em 1971 pela gravadora Music Hall. No ano 2007, a revista Rolling Stone da Argentina classificou o álbum no posto 52º de sua lista dos 100 melhores álbuns do rock argentino.
O álbum foi reeditado em 2018 em vinil por Cabelo Music, graças à mediação do Instituto Nacional da Música (INAMU), que comprou o catálogo de Music Hall.

## Gravação
No primeiro disco do grupo participaram Billy Bond, Pappo, Luis Alberto Spinetta, Héctor "Pomo" Lorenzo, Vitico, David Lebón, Javier Martínez, Luis Gambolini, Nacho Smilari e um grande número de músicos adicionais. A capa do LP mostra a cara do "Bond" escrita com os nomes dos músicos. Em suas próprias palavras:
“Eu fui um pouco o catalisador de todos esses músicos e, de alguma forma, fui também seu líder real. (...) Éramos muitos amigos e entre nós não tínhamos nenhum tipo de competência, nem musical, nem de ego. Em La Pesada não existiam rivalidades porque tudo era muito límpido e todos tiramos para o mesmo lado. De ali surgiu a ideia de refletir todos em meu rosto para a capa do primeiro disco: eu era algo assim como a careta de esses músicos incríveis, era todos eles juntos, porque esses músicos representavam também tudo o que eu era”.

 – Billy Bond
Graças a sua boa relação e contatos com diferentes músicos de rock a nível local, já desde a época de La Cueva, Bond pôde armar a banda e conseguir seu maior objetivo: juntar a Pappo e ao "Magro" Spinetta num mesmo grupo. Dada a condição de "banda aberta" de La Pesada, com formações rotativas e sempre em alteração, praticamente a cada tema mostra um alinhamento diferente.

## Lista de faixas
| Lado A |                                                                                         |         |  |
| N.º    | Título                                                                                  | Duração |  |
| 1.     | "Salgan al Sol" (Javier Martínez)                                                       | 3:16    |  |
| 2.     | "Divertido (Reventado)" (Pedro Pujó, Norberto Napolitano “Pappo”)                       | 1:39    |  |
| 3.     | "Verdes Prados" (Giuliano Canterini)                                                    | 3:01    |  |
| 4.     | "Buen Día Sr. Presidente" (Jorge Álvarez, Giuliano Canterini, Fosforito, Carlos Ávalos) | 4:34    |  |
| 5.     | "El Parque" (Luis Alberto Spinetta)                                                     | 4:39    |  |

| Lado B         |                                                                                |         |  |
| N.º            | Título                                                                         | Duração |  |
| 1.             | "Cada Día Somos Más" (Giuliano Canterini, Pedro Pujó)                          | 4:32    |  |
| 2.             | "Dueño de Tu Piel" (Pajarito Zaguri, Billy Bond y La Pesada del Rock and Roll) | 2:24    |  |
| 3.             | "Voy Creciendo" (Pedro Pujó, Giuliano Canterini, Cacho Lafalce)                | 8:43    |  |
| Duração total: | Duração total:                                                                 | 33:43   |  |

## Ficha Técnica
- Billy Bond (voz en todos los temas)
- Pappo (guitarra em "Salgan al Sol" e "El Parque")
- David Lebón (guitarra em "Salgan al Sol", "Divertido (Reventado)", "Buen Día Sr. Presidente", "Dueño de Tu Piel" e "Voy Creciendo")
- Daniel Homer (guitarra em "Verdes Prados")
- Poli Martínez (guitarra em "Cada Día Somos Más")
- Nacho Smilari (guitarra em "Dueño de Tu Piel")
- Cacho Lafalce (baixo em "Salgan al Sol")
- Vitico (baixo em "Divertido (Reventado)", "Dueño de Tu Piel" e "Voy Creciendo")
- Carlos Ávalos (baixo em "Verdes Prados" e "Buen Día Sr. Presidente")
- Luis Alberto Spinetta (baixo em "El Parque")
- Alfredo Remus (baixo em "Cada Día Somos Más")
- Javier Martínez (bateria em "Salgan al Sol")
- Luis Gambolini (bateria em "Divertido (Reventado)", "Buen Día Sr. Presidente" e "Dueño de Tu Piel". HArmônica em "Voy Creciendo")
- Cacho Arce (bateria em "Verdes Prados")
- Héctor "Pomo" Lorenzo (bateria em "El Parque")
- "Zurdo" Roitzner (bateria em "Cada Día Somos Más")
- Black Amaya (percussão em "El Parque")
- Alejandro Baró (orgão e piano em "Verdes Prados" e "Buen Día Sr. Presidente")
- El Abuelo (flauta em "Cada Día Somos Más")
- Andrés La Bolsa (congas em "Cada Día Somos Más")

## Covers
- O célebre músico argentino Gustavo Cerati faz sampling de "El Parque" em sua canção "He visto a Lucy", incluída em seu álbum Fuerza natural de 2009. A dita parte da canção começa-se a escutar a partir do minuto 3:37.[7]
- A banda argentina de rock Divididos fez um cover de "Salgan al Sol" em seu álbum Gol de mujer de 1998.[8]
- Adrián Otero também realizou uma cover de "Salgan al Sol" em seu último álbum El jinete del Blues de 2012.[9]